# 목메어 불러봐도
"목메어 불러봐도"는 1969년 공개된 대한민국의 영화이다.

## 배역
- 신영균
- 문희
- 장혁